# Rickenbach (Salem)
Rickenbach ist einer der elf Ortsteile der Gemeinde Salem im Baden-Württembergischen Bodenseekreis. Der Ort wurde 1972 nach Salem eingemeindet.

## Lage
Im Uhrzeigersinn umgeben Rickenbach folgende Orte: Frickingen, Leustetten, Weildorf, Stefansfeld, Tüfingen und Lippertsreute. Der Ort liegt im unteren Linzgau und ist als kleinster Ort der Gemeinde Salem vorwiegend landwirtschaftlich strukturiert.
Der Ort wird vom Ortsbach durchflossen und steht westlich oberhalb der Salemer Aach. Zum Ort gehört der Ortsteil Rickenhof.

## Geschichte
Vermutlich steht der Ort auf altem Siedlungsland befindet, da im Ort Funde aus der Römerzeit gemacht wurden. 839 wird das Dorf als Rihchenbach erstmals erwähnt, 972 als Besitz des Klosters Einsiedeln. Im Jahr 1040 bestätigte König Heinrich III. dem Kloster den Besitz des Dorfes Rickenbach. Im 12. Jahrhundert schenkte Otto von Hasenweiler seine Güter in Rickenbach dem naheliegenden Kloster Salem. 1230 übergab dann auch Eberhard von Aichheim seine Güter im Ort dem Kloster.
Von 1461 bis 1803 gehörte Rickenbach zum Gebiet des Spitals Überlingen. Die spätgotische Kapelle im Ort stammt aus der Mitte des 15. Jahrhunderts. In ihrem Inneren befindet sich eine Madonna im Stil des Barock.

## Infrastruktur
Das ehemalige Rathaus in der Ortsmitte wurde im Jahr 1989 zu einem Dorfgemeinschaftshaus umgebaut. Im Ort finden sich Übernachtungsmöglichkeiten sowie ein Spielplatz. Es gibt einen Karnevalverein.